# Kościół Chrystusa Króla w Kozielicach
Kościół Chrystusa Króla w Kozielicach – zabytkowy, gotycki kościół parafialny parafii Chrystusa Króla z XIV wieku, położony w Kozielicach, w województwie zachodniopomorskim, w powiecie kamieńskim, w gminie Golczewo. Wpisany do rejestru zabytków pod numerem A-1645 z 5 lipca 1958.

## Historia
Kościół, którego korpus nawy i część podstawy wieży powstały w XIV wieku, został rozbudowany w XV wieku o część wschodnią. W 1669 roku przeprowadzono jego renowację, a w 1706 dobudowano chór. Wieżę odrestaurowano w 1771 roku, a pod koniec XIX wieku kościół otrzymał nowe wyposażenie. W latach 1912–1913 dobudowano południową część budynku, a w 1973 roku przeprowadzono generalny remont, wtedy też, 25 listopada, erygowano parafię.

## Opis
Jest to kościół jednonawowy zbudowany z kamienia i cegły na planie prostokąta. Wnętrze kościoła charakteryzuje się drewnianym, belkowanym i polichromowanym stropem. Uwagę przyciągają empory chóru muzycznego oraz boczne empory, biegnące wzdłuż ścian, z wyjątkiem wschodniej, wsparte na sześciu drewnianych filarach. Balustrady empor są bogato zdobione malowidłami. Prezbiterium jest nieco podniesione w stosunku do reszty świątyni, a na ścianie wschodniej znajduje się ostrołukowe okno z witrażem przedstawiającym Jezusa w białej szacie i czerwonym płaszczu, z rozłożonymi rękami. Obok witraża, po prawej stronie, znajduje się portret bł. Jana Pawła II, a po lewej – krzyż z figurą Chrystusa i złocone tabernakulum z chrystogramem. Na tle nieotynkowanej ściany, po prawej stronie, stoi gotycka ambona z drewna, jedyna zachowana kazalnica przedreformacyjna na Pomorzu. Nad nią umieszczono figurkę Maryi Niepokalanej. Kościół posiada również barokową chrzcielnicę z końca XVII wieku oraz XIII-wieczną, granitową chrzcielnicę, która znajduje się w kruchcie. W podchórzu, po prawej stronie, znajduje się obraz Jezusa Miłosiernego.
Wieża o kwadratowej podstawie ma dolną część murowaną, a górną drewnianą, zakończoną ośmioboczną latarnią z barokowym hełmem. Wyższe kondygnacje wieży zwężają się ku ostrosłupowej dzwonnicy. Wschodnia ściana kościoła ma sterczyny, a dach jest dwuspadowy.